# Feldkapelle (Vinn)
Koordinaten: 51° 5′ 2″ N, 6° 3′ 9″ O
Die Feldkapelle hat ihren Standort im Ortsteil Vinn in der Stadt Heinsberg in Nordrhein-Westfalen. Sie steht als Baudenkmal unter Denkmalschutz.

## Lage
Die Kapelle steht an der Kreisstraße 5 zwischen Kirchhoven und Haaren in freier Feldlage.

## Vorgeschichte
Die Bürgermeisterei Kirchhoven setzte sich um 1830 wie folgt zusammen. Das Kirchdorf Kirchhoven und die Dörfer Entebruch, Heuchden, Leick, Lumbach, Schutdorf und Finne. Dazu noch einige Gehöfte und Weiler. Alle Dörfer gehörten zu einer Bürgermeisterei, waren aber in sich eigene Dorf- und Lebensgemeinschaften. Auf der Tranchotkarte von 1803 bis 1820 sind die einzelnen Dörfer gut erkennbar. Als Zeichen eines tiefen Glaubens und einer engen Zusammengehörigkeit entstanden in den Orten kleine Kapellen, Kruzifixe und Bildstöcke. So entstand in Vinn diese Feldkapelle.

## Geschichte
Das Kapellchen wurde Anfang 1900 gebaut und ist der Mutter Gottes geweiht. Seit 1911 beherbergt die Kapelle eine Marienstatue, die aus Lourdes stammt. Diese befindet sich seit der Restaurierung des Gebäudes im Jahre 1992 hinter einer Glasscheibe. Im Jahre 2012 wurden die Madonna und das Holzkreuz aus der Kapelle gestohlen. Die Polizei stellte das Diebesgut sicher und Kreuz und Madonna konnten nach einer Reparatur im Mai 2013 wieder an ihren Platz in die Feldkapelle zurückkehren. Der Kapellenverein ist Träger der Kapelle.

## Architektur
Bei dem Gebäude handelt es sich um einen, im spitzen Giebel rundbogigen Backsteinbau mit einem Satteldach. Am vorderen Giebel wird das Dach von einem Kreuz bekrönt. Im Inneren wird die Einrichtung durch ein Schutzgitter gesichert.

## Galerie

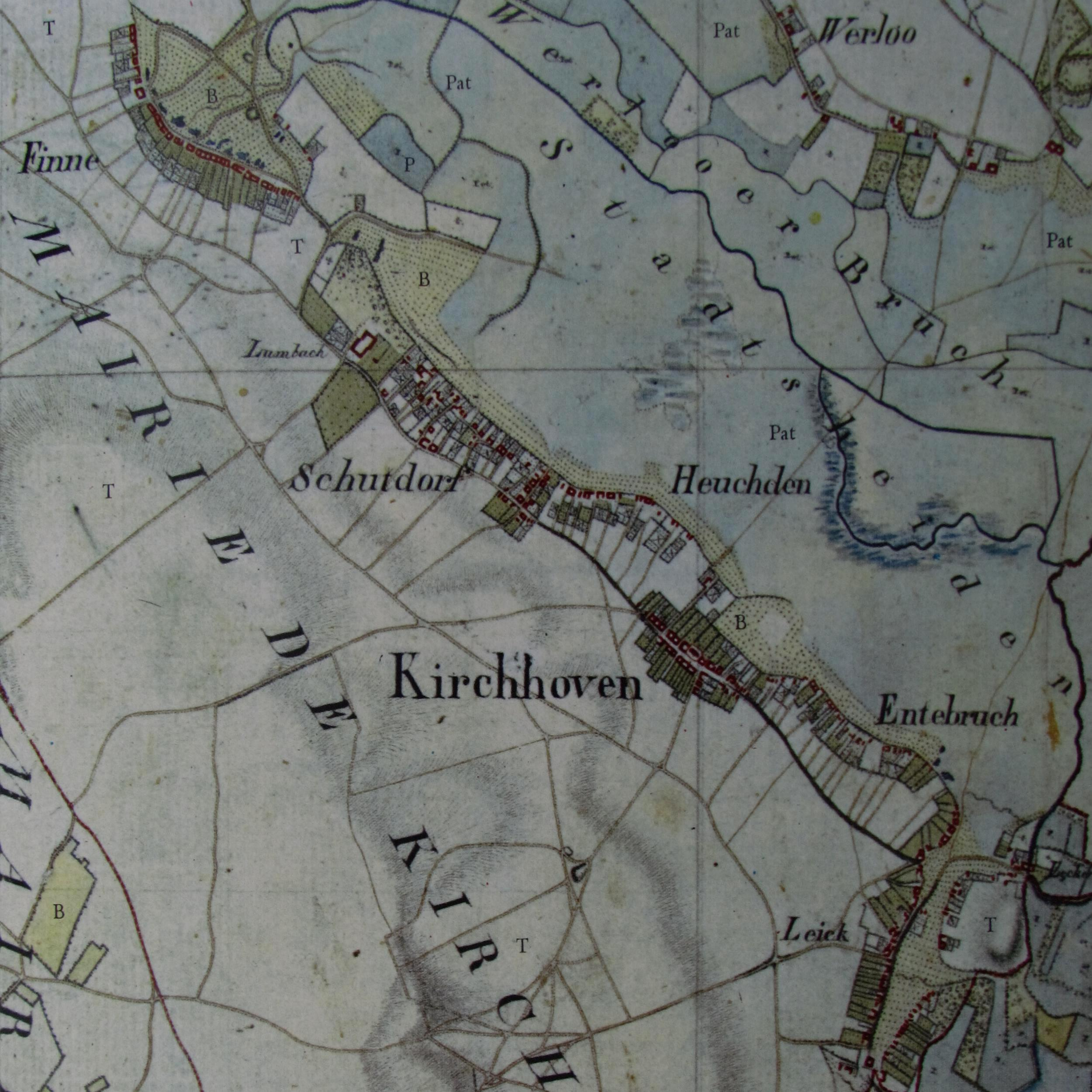
Tranchotkarte 1803–1820
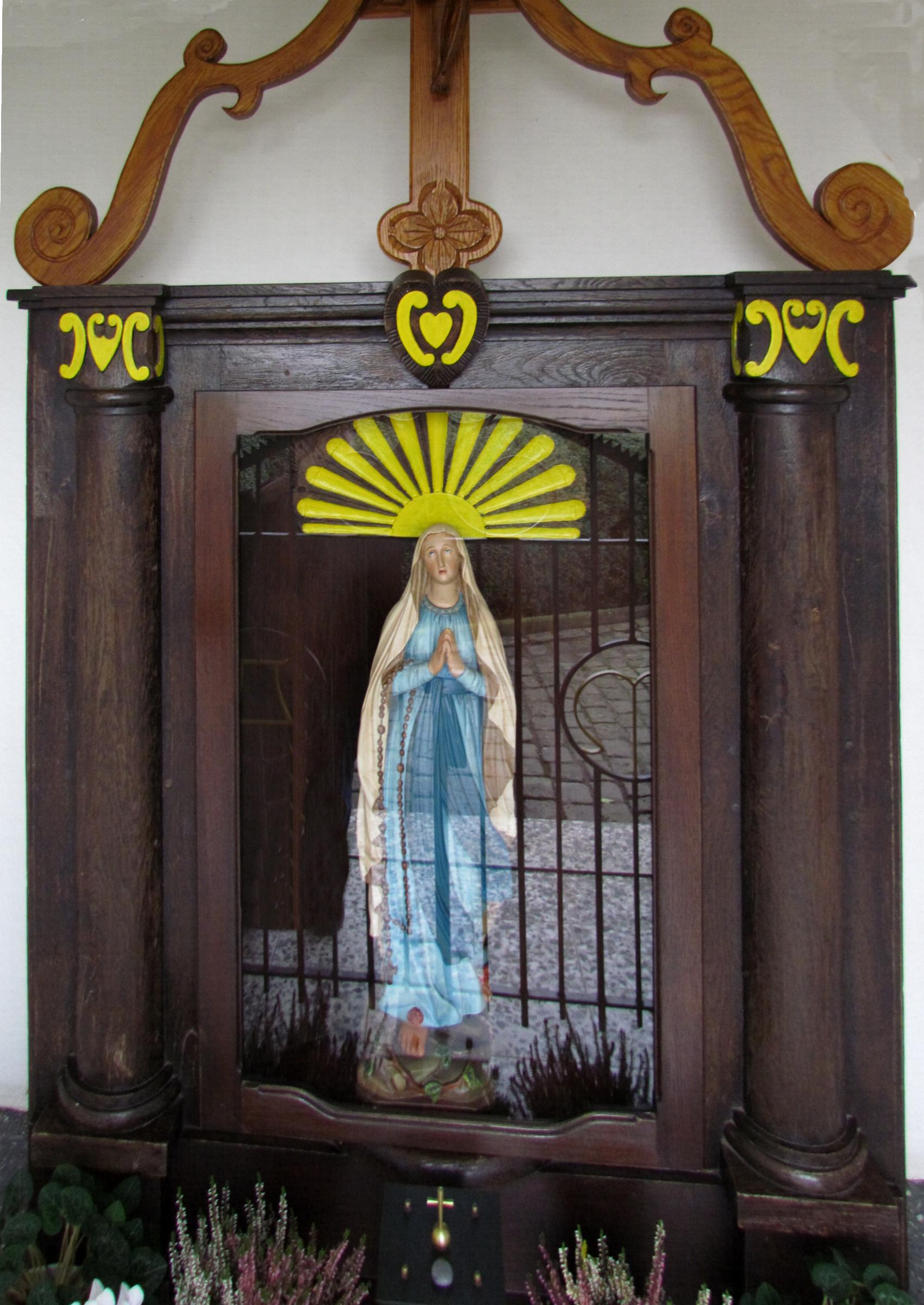
Marienmadonna
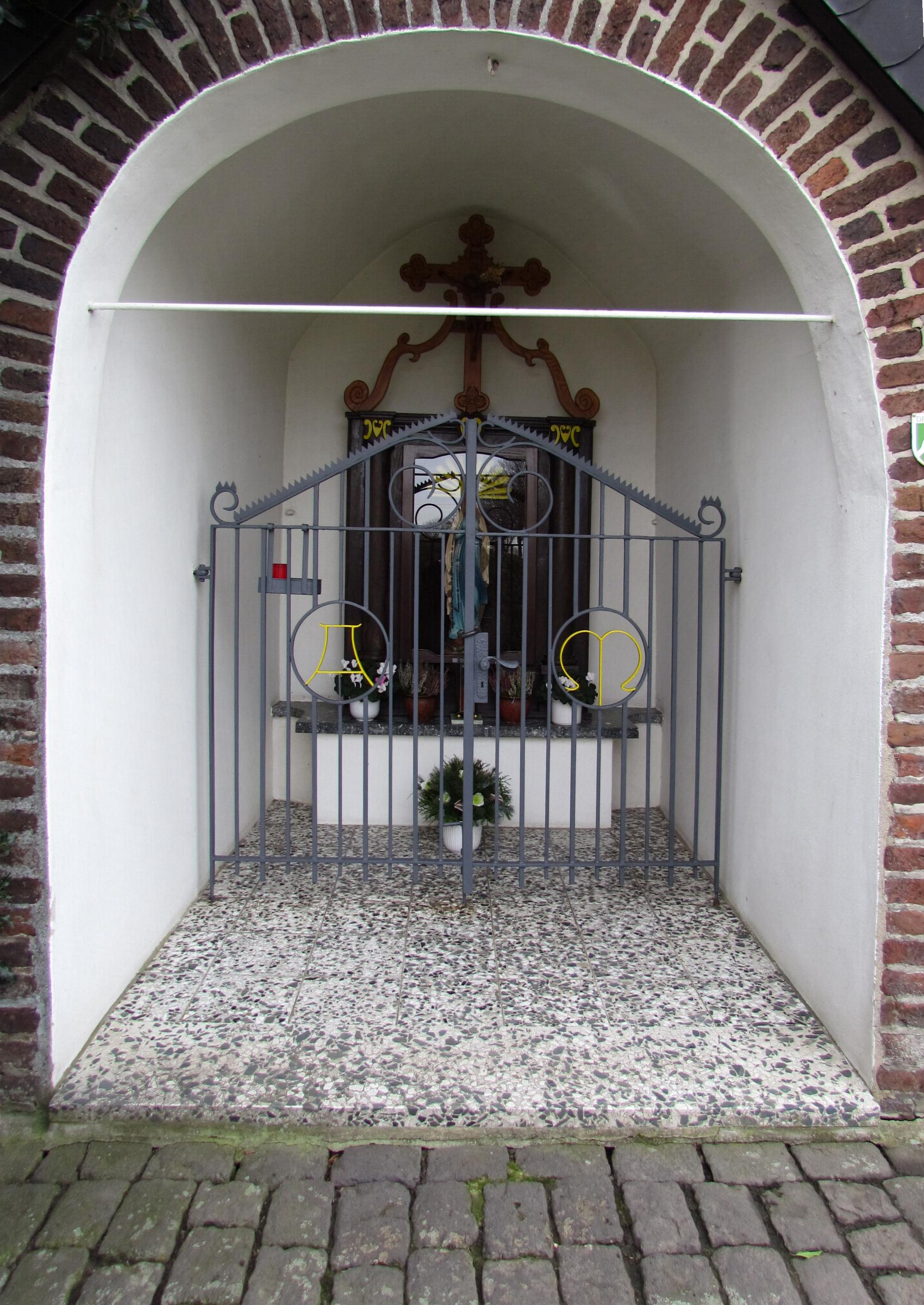
Innenansicht
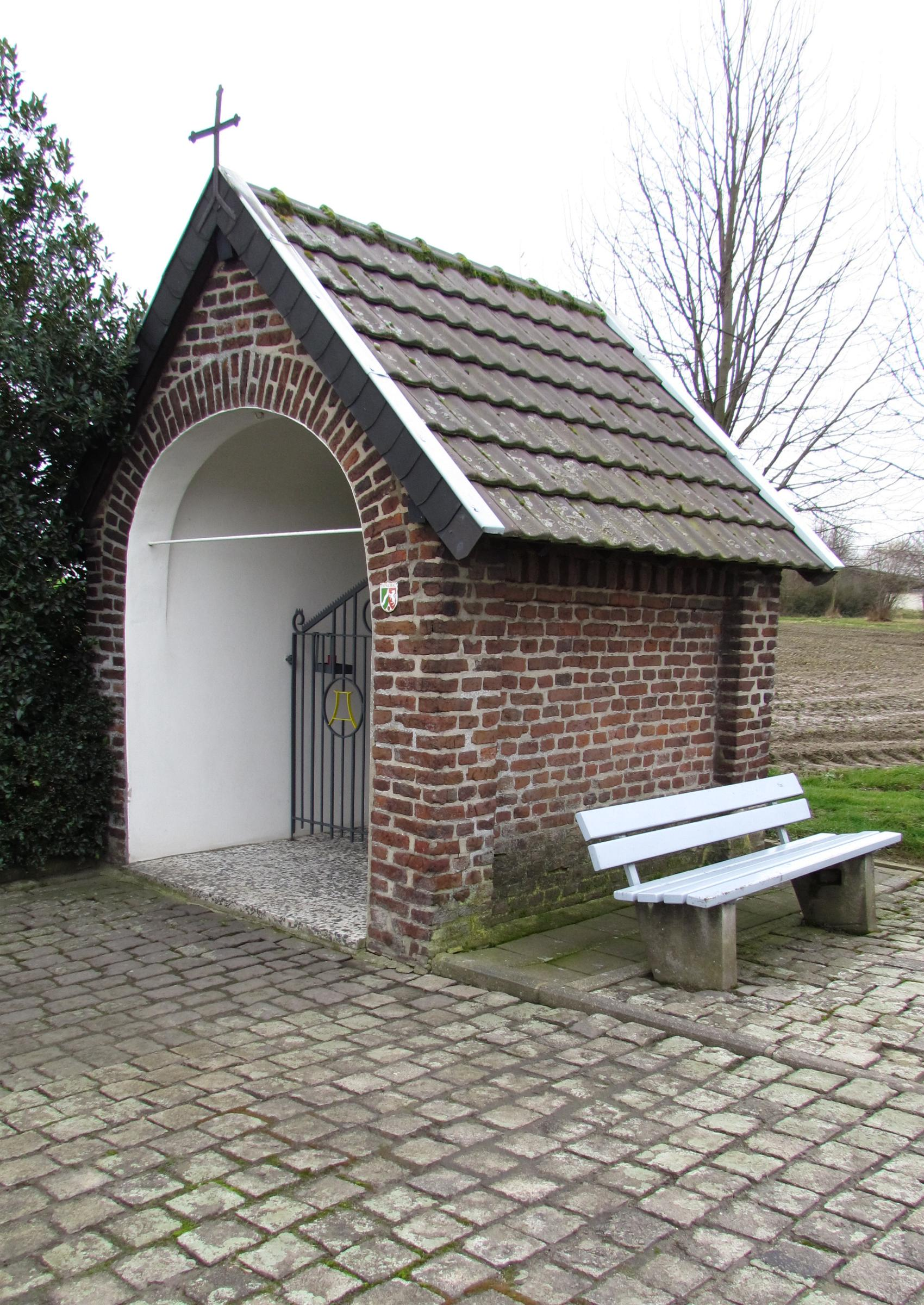
Kapellenansicht
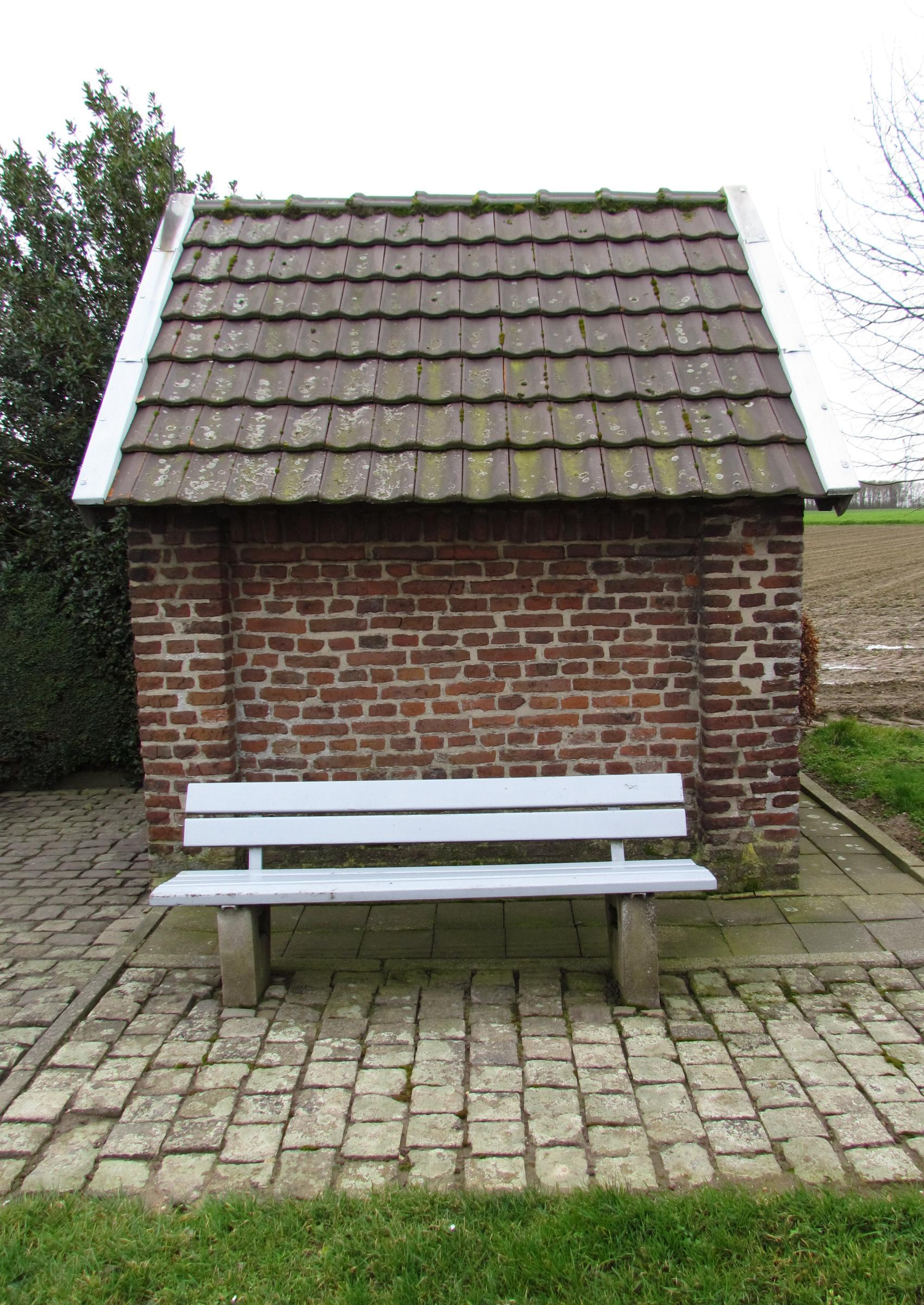
Seitenansicht

## Presseberichte
- Feldkapelle erstrahlt in neuem Glanz (AZ vom 19. Juni 2010)
- Marienstatue steht wieder am alten Platz (AZ vom 14. Mai 2013)